# Top wo nerae! Gunbuster
Gunbuster, en Japón Aim for the Top! Gunbuster,トップをねらえ!, Toppu o Nerae!) es un anime OVA de 6 episodios creado por Gainax en 1988 dirigido por Hideaki Anno. Con motivo del aniversario número 20 de Gainax, se creó una secuela de la serie llamada Diebuster (2004). Gunbuster sirvió de base para la creación de Neon Genesis Evangelion (1995).

## Producción
Este fue el segundo paso de Gainax, un OVA de 6 capítulos (editado en España a través de Dynamic, en japonés con subtítulos en español) que salió al mercado nipón en 1988. Al final de cada capítulo hay unos Omakes (cortos bien de animación o de imagen real con cierto aspecto cómico que sigue al ending) en los que dejan ver todo su conocimiento Otaku, pero por expreso deseo de Gainax son exclusivos de la edición japonesa. 
Los diseños de los personajes estuvieron a cargo de Haruhiko Mikimoto, mientras que los mecánicos recayeron en Kazutaka Miyatake y Kōichi Ōhata. La producción musical estuvo en manos de Kouhei Tanaka.

## Características
Es curioso ver en una obra que pertenece a la época en la que los mechas resultan fatalmente atractivos para los Otakus, como las gigantes fortalezas espaciales y robots de varios metros de altura son relegados a un segundo plano para, de esta manera, brindar un contexto en el que tanto la alegría, el odio, la tristeza, el amor y la valentía se entremezclan, ofreciendo otra alternativa en cuanto al contenido del argumento.
Otra cosa destacable es lo verosímil que resulta en algunos aspectos atenientes al plano de la física espacial ya que, por ejemplo, se tuvo en cuenta el paralaje temporal que se podría llegar a producir si se alcanzara la velocidad de la luz, como así también se ha puesto en boca de una de las protagonista el concepto de teorías que involucran a los campos electromagnéticos, a fin de explicar ciertos fenómenos.

## Argumento
En un futuro muy cercano, descubren a unos aliens insectoides que planean exterminar a la Humanidad. La Humanidad ha respondido desarrollando gigantes robots de combate. Estos robots son complejas máquinas-RX-7, pilotados por un solo ocupante. Como son avanzados, están siendo utilizados como entrenadores de una nueva arma, el Gunbuster. Sin embargo, al ser una tecnología relativamente nueva, son difíciles de operar, por lo que los candidatos son seleccionados a piloto se forman en escuelas de todo el mundo. La historia comienza en el año 2023, poco después de las primeras batallas con los extraterrestres, y se centra en la joven Noriko Takaya (タカヤ・ノリコ Takaya Noriko). Aunque el padre de Noriko era un famoso almirante de la flota espacial que desapareció después de una de las primeras batallas de la guerra, su propio talento como piloto son cuestionables, sobre todo cuando se compara con los otros estudiantes. No obstante, ella ha entrado en una escuela de entrenamiento en Okinawa, donde está muy condicionada por su instructor, "El entrenador Ota", que fue uno de los tripulantes de Almirante Takaya. Él tiene fe en que ella supere su torpeza temprana, mientras que otros estudiantes se muestran críticos con su incapacidad.

## Personajes

### Noriko Takaya
(タカヤ・ノリコ, Takaya Noriko): Nacida el 27 de septiembre de 2006 en Osaka, Japón. Noriko era sólo una niña cuando su padre, el almirante Yuzo Takaya, murió en el espacio, cuando su buque, el Luxion fue emboscado. Desde aquel día, Noriko se había comprometido a seguir sus pasos y convertirse en piloto espacial. A los 16 años de edad, se matriculó en la Escuela Superior de Niñas de Okinawa, donde se entrenaría en el uso de la máquina de RX-7. Pero no inició exactamente con el pie derecho. Ella era torpe, y la carga de funcionamiento del robot mientras se visualiza la pantalla del monitor en el mismo tiempo, resultó ser demasiado. Su amiga Kimiko Higuchi le reprendió constantemente cuando Noriko soñara con ser una piloto espacial famosa. Fue durante su corta estancia allí, que conoció a candidata de la escuela a piloto superior, Kazumi Amano. Kazumi le dijo a Noriko que si tenía confianza en sí misma,estaría bien. Sin embargo, cuando llegó el momento de probarse a sí misma supo podía hacerlo solo que con dificultad. Cuando ella se enteró más tarde de ella que había sido elegida para pilotar el Gunbuster, junto con Kazumi, ella se vino abajo. Los compañeros de clase Noriko la ridiculizaban y rumoreaban que fue escogida debido a la posición de su fallecido padre. Noriko sabía que había pilotos mucho mejor que ella, pero el entrenador de la escuela, Koichiro Ota, no dará marcha atrás en su decisión. Como pasaba el tiempo, Noriko ha encontrado la confianza que necesitaba y se convirtió en una gran piloto. Con el Gunbuster por su parte, encontró con que no podía hacer nada, y eso fue exactamente lo que necesitaba cuando la vida de los que ella cuidado la necesitaban. Había cumplido la promesa a su padre. Noriko estaba segura de que estaría orgulloso. Seiyu: Noriko Hidaka.

### Kazumi Amano (Ota)
(「オタ」アマノ・カズミ, (Ota) Amano Kazumi): Nacida el 15 de noviembre de 2004 en Tokio, Japón. Kazumi Amano ya era una gran alumna en la Escuela Superior de Niñas de Okinawa cuando el entrenador Ota, la seleccionó como candidato piloto para el Gunbuster. Se había demostrado previamente que había un maravilloso potencial después de ofrecerse como voluntario para participar en la Máquina de Programa de Capacitación Armas Junior en el año 2015. Las duras pruebas que realiza para perfeccionar sus habilidades le permitió aspirar al título de Reina Rosa, un título reservado sólo para las mujeres pilotos en Japón. Y Kazumi fue la mejor en lo que hizo, como lo demostró durante numerosas sesiones de formación de clase. Fue durante una de estas sesiones de entrenamiento donde se reunió con la estudiante de primer año Noriko Takaya. Kazumi se sorprendió cuando se enteró de Noriko sería seleccionada como su compañera de funcionamiento para el Gunbuster. En su opinión, Noriko debía adquirir una mayor experiencia, que la selección de un estudiante de primer año de clase que apenas podía mantener RX-7 en pie de derechos reales de combate fue un error fatal. El Entrenador Ota se negó a escucharla y ordenó Kazumi a seguir trabajando en sus propias habilidades. Esto sólo se alimentó la pasión de Kazumi, porque ella también oculta su amor por él. Kazumi más tarde se casó en 2033 con Ota cuando regresó de la misión en que se usó el Exelion para derrotar a la armada de aliens más allá del sistema solar de la Tierra. Luego se quedó en la Tierra como la nueva entrenadora para la Escuela Superior de Niñas de Okinawa. En 2048 Kazumi acepta un ascenso a coronel y regresó a la Fuerza Espacial para usar una nueva arma masiva contra los aliens: la Bomba de Agujero Negro. Seiyu: Rei Sakuma.

### Koichiro "Coach" Ota
(オオタ・コウイチロウ (コーチ), Oota Kouichirou (Kōchi)): Fue uno de los pocos supervivientes de la catástrofe del Luxion. Sirvió como oficial a bordo del buque con el almirante Yuzo Takaya. Cuando el Luxion fue atacado, Takaya se sacrificó por los heridos graves y coloca a Ota en el único asiento que queda en la vaina de la nave. Poco después, los extraterrestres comenzaron su ataque final. A su regreso a la Tierra, Ota fue hospitalizado por sus lesiones, en el cual perdió su ojo derecho y el uso parcial de una de sus las piernas. Era incapaz de caminar sin un bastón de apoyo, pero esto no lo detuvo. Totalmente recuperado de sus heridas, Ota se lanzó a su trabajo. En 2015 se convirtió en un instructor de la Programa de Capacitación Armas Junior. Fue en esta escuela donde conoció a Kazumi Amano. Más tarde se convirtió en el entrenador de la Escuela Superior de Niñas de Okinawa en julio de 2021, y comenzó a enseñar tácticas de combate con el entonces estado de la técnica-RX-7. Cuando descubrió que hija de almirante de Takaya, Noriko, había firmado como piloto, Ota la convirtió en su misión personal para ayudar a transformar la niña en algo que su padre estaría orgulloso. Fue también a causa de su servicio con el almirante Takaya que llevó a Ota tomar la decisión de hacer Noriko una de las pilotos del Gunbuster. Kazumi Amano se enojó mucho por esto, pero su súplica apasionada a encontrar un piloto con más experiencia cayeron en oídos sordos. Sabía que Kazumi lo amaba, pero él se negó a reconocer esto debido al hecho de que él la necesitaba dedicar todas sus habilidades para salvar la Tierra. Cuando más tarde mostró signos de que se estaba muriendo de la intoxicación por la radiación espacial, trató de mantenerlo oculto, pero ella ya sospechaba que estaba enfermo. Más tarde se casó con Kazumi después de retirarse de la Fuerza Espacial. Finalmente, el debilitamiento de la radiación inducida por el cáncer que se infligió, Ota falleció el 19 de diciembre de 2033, el mismo año de su matrimonio. Seiyu: Norio Wakamoto.

### Jung Freud
(ユング・フロイト, Yungu Furoito): Nacida el 12 de septiembre de 2004 en la Rusia soviética. Jung era una miembro de la Fuerza Espacial Soviética y la piloto as de la Russian RX-7 Program. Sus habilidades como piloto eran tan avanzadas en gran medida que la denominaron genio de piloto espacial entre sus compañeros en el gobierno comunista, y se convirtió así en una opción perfecta para unirse a los escuadrones de a bordo del Exelion. A diferencia de la mayoría de sus homólogos de los militares soviéticos, Jung no era tan desconfiada de los que conoció desde el exterior de su país de origen. Una vez que llegó a conocer a alguien, ella era como un libro abierto. Y de una manera muy diferente al de la Unión Soviética parecía muy agradable y muy testarudo. Nota: Cuando Gunbuster salió al aire en Japón, la URSS seguía en el poder. El comunismo en Rusia no llegará a su fin hasta diciembre de 1991. Cuando Jung encontró por primera vez Noriko y Kazumi, era arrogante y superficial, haciendo alarde de cómo era ella piloto superior, luego se enfrentó a Kazumi cuando finalmente comenzó la instrucción de vuelo mientras Noriko las seguía. El duelo finalmente terminó en un punto muerto cuando las combatientes se vieron atrapados en una zona restringida después de que Noriko haga sonar una alarma del sistema. Sintiéndose culpable de meter a Kazumi y a Noriko en problemas, Jung finalmente se disculpó y se convirtió en buen amigo de las dos, mientras que al mismo tiempo, mantener una amistosa rivalidad, ya que su intención era ganar el afecto del Entrenador Ota, además de convertirse en un piloto del Gunbuster. Seiyu: Maria Kawamura.

### Capitán Tatsumi Tashiro
(タシロ・タツミ, Tashiro Tatsumi): Era el oficial al mando de la Estación Espacial Silver Star antes de recibir su comisión para mandar el Exelion. Comando de Defensa de la Tierra quedó tan impresionado por la capacidad de Tashiro como líder, que se le entregó el control del Eltreum cuando la Tierra se lanza mayor ofensiva contra los alienígenas. Seiyu: Tamio Ōki.

### Smith Toren
(スミス・トーレン, Sumisu Tōren): Smith es un piloto militar estadounidense de Amarillo, Texas asignado al escuadrón superior a bordo del Exelion Cosmoship. Se hace amigo de Noriko Takaya, que más tarde se da cuenta de que está empezando a enamorarse de él. Smith más tarde se une a Noriko
con un RX-7 cuando Kazumi Amano la echa debido a que no está por sus capacidades. Smith es asesinado durante su primera salida juntos. Noriko está completamente devastada y siente que ella tuvo la culpa de su muerte. Su seiyū es Kazuki Yao.

### Kimiko Higuchi (Akai)
(「アカイ」ヒグチ キミコ, (Akai) Higuchi Kimiko): Nacida el 10 de junio de 2006 en Japón. Kimiko es la mejor amiga de Noriko en la Escuela de Niñas Okinawa. Ella era una estudiante de primer año en prácticas en el RX-7. Cuando Noriko es elegida para ir al espacio, Kimiko opta por abandonarla el aspecto militar de la escuela, lo que favorece una vida normal en la Tierra. Más tarde se casa y tiene una hija llamada Takami. Aunque el tiempo las ha alejado, Noriko y Kimiko siguen siendo muy buenas amigas. Su seiyū es Masako Katsuki.

### Takami Akai
(アカイ タカミ, Akai Takami): Nacida en 2029 en Okinawa, Japón. Takami es la hija de Kimiko Akai. Ella cariñosamente se refiere a Noriko como "Tía Noriko ". Más tarde se une al programa de Sizzler en la Escuela Superior de Niñas de Okinawa a los 18, con la esperanza de ser un piloto de combate también. Su instructora resulta ser Kazumi Ota. Su seiyū es Yuriko Fuchizaki.

### Reiko Kashiwara
(カシハラ レイコ, Kashiwara Reiko): Kashiwara es una gran alumna Escuela de Niñas de Okinawa. Originalmente programada para ser uno de los mejores pilotos de la escuela seleccionada para el servicio militar, se molesta cuando el Entrenador Ota elige a Noriko. El ataque de celos que siguió a Reiko la obligadó a desafiar a Noriko en un duelo. Noriko la derrotó. Más tarde se convirtió en jefa luego que Ota renunciara a tomar el mando de la escuadra cuando el Exelion abandona la Tierra. Ella fue posteriormente ascendido a directora de la Escuela de Niñas cuando Kazumi Ota decidió quedarse atrás en la Tierra. Su seiyū es Masako Katsuki.

### Linda Yamamoto
(リンダ ヤマモト, Yamamoto Rinda):Piloto de combate sueca y compañera de Jung-Freud. Fue asesinada en 2032 debido al impacto con uno de los monstruos espaciales del episodio 5. Ella era la piloto del RX-7 de Noriko después de ella tuvo un problema antes del lanzamiento contra el enemigo. Su seiyū es Ayako Shiraishi.
Nota: su muerte es la única demostrada a lo largo de toda la serie.

### Yuzo Takaya
(タカヤ ユウゾウ, Takaya Yuzo): Era el padre de Noriko Takaya, y también el comandante del buque insignia de la Tierra, el Luxion. Yuzo fue asesinado en una emboscada en el brazo de Perseo mientras se explora la constelación Cygnus del 19 de diciembre de 2015. Incluso a pesar de que casi nunca veía Noriko, Yuzo siempre llegaba para celebrar el cumpleaños de su hija. Noriko lo amaba enormemente, y se le partió el corazón cuando él murió. Cuando la nave volvió al Sistema Solar, las esperanzas de Noriko de encontrarlo con vida se desvanecieron cuando vio el puente de su barco se había ido. Su seiyū es Masashi Hirose.

## Episodios
| # | Título |
| --- | --- |
| 1 | «Shock! One-sama and I are Going to be Pilots Together?!» «Shock! Watashi to One-sama ga Pilot!?» (ショック！私とお姉様がパイロット！？) Hispanoamérica: «Shock! Onee-sama y yo seremos pilotos juntas?!» |
| Noriko Takaya, de 16 años de edad tiene un sueño. Desde que era niña, quería ser una piloto espacial. Esto resultó ser aún más en una obsesión para ella, una vez que su padre, el almirante Yuzo Takaya murió en batalla cuando su barco fue emboscado en el brazo de Perseo en el espiral de la Galaxia, la Vía Láctea, cerca de las inmediaciones de Cygnus. Noriko tenía apenas diez años de edad. Siete años más tarde, decidió hacer realidad sus sueños y se inscribió en la Escuela de Niñas de Okinawa, donde aprendería a ser piloto, junto con otras cosas necesarias para lograr una carrera militar exitosa. Sin embargo, Noriko no era muy buena en pilotaje del enorme aparato que se destinará a la formación, el Buster Machine RX-7. De hecho, ella era francamente torpe, y a menudo se quejaba con su amiga Kimiko Higuchi, que no podía operar en la máquina mientras observa el monitor al mismo tiempo. Fue durante una sesión de entrenamiento en el que Kimiko dijo a Noriko su vida iba a cambiar. Apenas a creer en los horóscopos de su amiga, Noriko se sorprendió cuando la piloto top de la escuela, Kazumi Amano, intercedió en una discusión entre Noriko y algunas otras compañeras de clase. Noriko se quedó atónita. Ahí estaba la mejor estudiante de la escuela, hablar con ella como si fueran viejas amigas. Kazumi dijo a Noriko que necesitaba creer en sí misma, para tener confianza en lo que hizo, Noriko dijo que iba a hacer precisamente eso. Más tarde ese día, mientras estaban en una sesión de entrenamiento, Noriko tuvo su primer encuentro con el nuevo entrenador de cabeza de la escuela, Koichiro Ota. Al no ser capaz de mantener su RX-7, Noriko termina la sesión a pie. Estaba muy avergonzada por ello. Más aún cuando vio en la lista un anuncio de los candidatos de pilotos para Japón. Primero fue Kazumi Amano, y el segundo: Noriko Takaya. Se preocupó ante esta noticia. Ella sabía que habían pilotos mejor que ella que podrían tomar su lugar. Incluso habló esto con el entrenador Ota, con lágrimas de frustración en sus ojos. Los otros compañeros de clase la atormentaban, diciendo que selección su selección se debió a los servicios espaciales de su padre. Incluso su apodo fue musume zenmetsu (la hija de la derrota), Ota ignorado sus motivos le dijo que se centrará en su formación. Incluso le mostró a Noriko porqué Kazumi era tan buena. Lo era todo debido al trabajo duro, coraje y determinación. Decidida a no dejar que el espíritu de su padre vaya hacia abajo, Noriko comenzó a entrenar bajo la atenta mirada del entrenador Ota. Ella comenzó a mejorar, y estaba haciendo progresos notables. Esto no pasó desapercibido. La matona de la escuela, Reiko Kashiwara, era muy celosa debido a la elección Noriko como piloto. Ella indicó que ella debería haber sido elegida. Frente a Noriko en las duchas, Kashiwara la retó a una pelea con instructores RX-7. Noriko aceptó. Las cosas no salen según lo planeado durante la pelea. Kazumi ha tratado de que la lucha se detuviera, pero Ota no quería oír hablar de ella. Entonces, cuando todas las cosas parecía perdido, Noriko apagó la pantalla del monitor y cambió el curso de la batalla. Lo último que recordaba Kashiwara era a Noriko saltando en el aire y atacarla, haciendo lo que ningún estudiante novato podría haber sido capaz de hacer, el ataque Inazuma Kick. Así Noriko derrotó a Reiko y finalmente aceptada como una piloto digna. Con su formación completa, Kazumi y Noriko fueron a bordo de un avión cohete con destino a la Estación Silver Star en la órbita de la Tierra. Se cumplió el sueño de Noriko, ella iba a ser una piloto. | |
| 2 | «Daring! The Girl Genius Challenger!!» «Futeki! Tensai Shojo no Chosen» (不敵！天才少女の挑戦！！) Hispanoamérica: «El reto de la chica genio»                                                            |
| El segundo episodio se abre con un prólogo que detalla los acontecimientos de los últimos momentos de la Luxion, el almirante Yuzo Takaya está estudiando los daños causados a su flota, que se ha reducido a nada más que chatarra. La flota alienígena fue brutal en su ataque, y la pérdida de la vida humana es asombrosa. Takaya recibe la noticia de que todas las vainas están llenas de vida, con espacio para solo un hombre más. Abandona su espacio en favor de un hombre gravemente herido, Koichiro Ota. Pero Ota no quiere abandonar su oficial al mando. Takaya prácticamente da su vida por Ota, diciéndole que él tiene muchas cosas que queda por hacer en su vida. Ota es puesto a bordo del buque y la ejecuta. El almirante Takaya ve esto desde el puente del barco, al mismo tiempo mirando una imagen holográfica de su hija, Noriko. El Luxion entonces explota. Siete años más tarde, Kazumi Amano está despertando Noriko, diciéndole que son casi están llegando a la Estación Espacial Silver Star. Noriko mira por la ventana al lado de su asiento y ve la estructura a medio construir del nuevo barco de la Tierra, el Exelion. Ella hace un comentario acerca de que sea realmente pequeño, pero el entrenador Ota le reprende en no prestar atención a las lecciones impartidas en la clase anterior. Menciona que debido a la inmensidad del espacio, los objetos grandes puede parecer muy pequeños. Noriko da cuenta de esto cuando pasan cerca del Exelion. El barco es enorme. Una vez a bordo de la estación espacial, Noriko y Kazumi se son presentadas a su jefe, el capitán Tatsumi Tashiro. También hay otra persona allí, una piloto ruso femenina con el nombre de Jung-Freud. Kazumi avisa una mirada de Jung, y se da cuenta de que la piloto rusa reconoce ella. Hay una introducción tensa, y Noriko siente que esta nueva relación no empieza con el pie derecho. Más tarde ese día, el capitán Tashiro se está ocupando de la tripulación. Explica que la batalla las máquinas estará lista dentro de los siete meses y que el tiempo empleado hasta ese momento serán utilizados para entrenamiento de combate. No es mucho después de que el entrenador Ota está dando a los escuadrones sus pedidos de vuelo. Noriko y Kazumi se unieron como socias. Tras el lanzamiento, la pareja es confrontada por Jung y su pareja, Linda Yamamoto. Jung quiere desafiar Kazumi a una pelea, y ella acepta. Kazumi y Jung son bastante bien adaptadas, y la lucha las lleva a la super-estructura de una defensa militar de la instalación. Noriko se separa de la pareja, y comienza a buscarlas. Mientras las combatientes siguen discutiendo, Kazumi se para en seco y se queda mirando algo que hace que la congelación de la sangre en sus venas. Vuelve a los reflectores a tener una mejor visión de cómo Jung gira. Noriko entra en escena y la misma vista la saluda. Es el resto de uno de los aviones extranjeros, suspendido en el espacio. Noriko se queda y comienza a sollozar, dándose cuenta de que esta criatura era uno de los muchos como él que mató a su padre. Es en este mismo instante, la red de la instalación de seguridad se activa. Después de una reprimenda seria de Ota, Noriko y Kazumi se encuentran en el Baño de Mujeres, Noriko dice a su amiga sobre su padre. No mucho después, Jung entra como si nada hubiera pasado entre ellas. Ella le pide perdón a las dos mujeres jóvenes, explicando que tenía que ver sólo lo bueno de la reina Rosa que era en realidad. Jung les invita a su cumpleaños, sin resentimientos. Noriko se da cuenta de que ella y Jung comparten el mismo cumpleaños, y Jung comienza a hacer planes para una fiesta de cumpleaños doble. En el centro de mando, el capitán Tashiro está recibiendo la noticia de que un objeto se dirige a la Tierra aproximadamente a la velocidad de la luz. Su punto de origen es el brazo de Perseo. Pide Entrenador Ota lo que iba a recomendar, Ota afirma que una misión de reconocimiento sería necesario. Las voluntarias son Noriko y Kazumi. Tashiro de mala gana está de acuerdo con la decisión de utilizar a Noriko, favoreciendo a Jung, pero permite que la misión tenga lugar. Una vez que la misión está en marcha, Ota explica a su equipo que tienen diez minutos para completar la misión. Él trae a la colación el factor de la dilatación del tiempo, explicando que por cada minuto de tiempo de permanencia en la urdimbre, tres meses pasaría en la Tierra. Noriko y Kazumi entienden esto y finalmente se las envió en su camino. En la intersección de la parte de espacio del objeto se desplaza, Kazumi es la primero en verlo. Ella lo reconoce como una nave de la Tierra con grandes cantidades de daño. Ella se asusta cuando ve el nombre escrita en el lado de la misma. Es el Luxion. De pronto, el infierno se desata. Noriko repente actúa como Ota gritando no. Ella se sale de su cohete y se engancha en la Luxion. Noriko entonces irrumpe en la nave. Ota continuación, da órdenes para que Kazumi se encuentre con el buque de recogida y permanecer impasible mientras se va después de Noriko. Se le ordena que desciendan de nuevo a sub-luz una vez que el la ventana de diez minutos está para arriba. Kazumi reconoce a regañadientes la orden. A bordo del Luxion, Noriko está finalmente en la puerta que llevaba al puente. Aunque han pasado siete años desde que la última vez que vio a su padre, la lectura del cronómetro es dos días desde el ataque inicial en el barco. Noriko se da cuenta de que su padre todavía podría estar vivo y abre la puerta hacia el puente. Lo que ella ve a su horroriza. El puente ha desaparecido por completo, abierto al vacío del espacio. Noriko grita a su padre, Ota aparece y comienza a arrastrarla desde el barco. En el exterior, Kazumi recibe la noticia de Ota y se mueve en la pick-up. Vuela un agujero en el costado del buque, Ota y Noriko se tiran a sí mismos a bordo del buque de recuperación. Le pide a Kazumi cuánto tiempo haya transcurrido después de la hora de la misión. Ella contesta: "Doce segundos". De vuelta en órbita de la Tierra, el equipo de la misión se estaba siendo recibiendo a bordo del Exelion con una celebración. El cumpleaños de Noriko había ido y venido como consecuencia de la prolongada estancia en la urdimbre. Ellos habían pasado por seis meses. Jung intenta confortar a Noriko sobre su padre, pero Noriko se descompone y huye de la zona de recepción. Sola y llorando sin consuelo, Noriko recuerda un momento en que ella era una niña pequeña, sentada en los hombros de su padre. Ella le decía que quería ser un piloto. Ahora una vez más obsesionada por el fantasma de su memoria, Noriko se da cuenta de que su padre estaba perdido para siempre. | |
| 3 | «First Love☆First Sortie» «Hajimete no Tokimeki Hajimete no Shutsugeki» (初めてのときめき☆初めての出撃) Hispanoamérica: «Primer Amor☆Primera Salida»                                                      |
| El Exelion enta en warp (subespacio), los escuadrones RX-7 están bloqueados en sus áreas de atraque. Cuentan historias, Jung utiliza el tiempo libre que tienen para decir algunos tienen bastante más miedo. Noriko mentalmente escribe una carta a Kimiko, esperando que su amiga pueda oírla en la inmensidad del espacio. Noriko comentaría cómo ella le gustan las historias de miedo, pero también la forma en que le den miedo. Ella le dice a Kimiko de su dibujo en la paja más corta que tiene que ver un desafío. Al darse cuenta de su reputación de ser un miembro del Escuadrón Top está en juego, ella acepta el reto del kimo dameshi (la prueba de la voluntad). Caminando por los pasillos oscurecidos con nada más que una linterna, Noriko siente algo pequeño e insignificante en el gran barco. Los ruidos extraños hechos mientras la nave en estado warp son desconcertantes. Por fin entra en la bahía de máquinas de armas y encuentra la escalera que conduce a la cabina de control. Ella está a punto ir arriba, pero una sombra aparece de repente. Asustada, Noriko siente como si un fantasma la acosa. La forma se materializa y Noriko se da cuenta de que es un hombre. Noriko se cae de espaldas sobre su parte trasera. Al darse cuenta de su error, se disculpa el hombre se disculpa con Noriko y afirma que las deben tirar las mismas bromas que los hombres lo hacen. A continuación, ambos para colocan cintas arriba en la escalera, pero en el proceso de hacerlo, el muchacho es capturado por Entrenador Ota. Noriko se da cuenta de que está atrapada también. Como castigo, Noriko y su compañero (cuyo nombre es Smith Toren) están ordenados para limpiar los lentes del enfoque de cañón de la nave del láser. En ese mismo momento, el capitán Tashiro está disfrutando de un almuerzo con su personal de mando, con cariño para recordar el momento en que visitó la estrella Leif 64. La estrella fue el destino del buque. Sin embargo, el momento se rompe cuando llega un informe de un objeto en dirección del buque viene a la velocidad de la luz. Fuera de la nave, Noriko y Smith observan que el objeto entra muy rápido. Al darse cuenta de lo que es, Smith la agarra y Noriko le tira de la cubierta. Debido a su proximidad a la nave, los escudos de los Exelion estallan. En el puente, Tashiro ordena al cuartel general y se realizan los preparativos para enfrentarse al enemigo. La primera batalla de Noriko se acerca, y ella está nerviosa. Ella está constantemente leyendo sus manuales de vuelo, tratando de asegurarse de que no olvida nada, cuando llegue el momento para el combate. Smith se burla de ella, pero Noriko regresa con una réplica de cómo él es sólo un solo piloto, mientras que ella está emparejado con Kazumi. Más tarde, mientras ella está en la cabina de su RX-7, se escucha una conversación acalorada entre Kazumi y Ota. Kazumi declara que ella no puede trabajar con Noriko debido a su inexperiencia como piloto. Impresionada, Noriko aparece y Kazumi le dice que es para su propio bien. El Exelion alcanza el punto en el espacio donde la flota alienígena se esconde, Leif 64. Tashiro se sorprende al ver que lo que se una vez una estrella de clase G es ahora una hinchada gigante roja. Él comienza a formular una hipótesis. Mientras tanto, Smith encuentra a Noriko sentada en un pasillo junto a algunas máquinas de refrescos. Ella le dice que Kazumi había pedido que su equipo se disuelva, que está ahora en un sencillo. Al entregar su bebida para ella, Smith le pide ser su socio. Ella está de acuerdo, más tarde ruborizada después darse cuenta de que acababa de sorbos a través de la misma pajilla que Smith había utilizado. Se le ocurre a ella que es igual a beso de segunda mano. Finalmente ha llegado. Las tripulaciones de vuelo están arriba en la catapulta y están listos para el lanzamiento. Mientras que los pedidos de vuelo son dados por la red de táctica para los pilotos, las filas de máquinas RX-7 están listas para el lanzamiento. El Exelion continuación, abre el fuego con el resto de la armada de la flota alienígena con láseres y torpedos de fotones. Poco después, el primer RX-7 se pone en marcha y comienzan a tomar posiciones defensivas. Una vez en el espacio, Noriko busca Smith, pero no lo encuentra. Él le responde a través de la red, indicando que él ve a ella. Noriko sabe que es el derecho de su continuación. Sorprendida, pregunta lo que ha sucedido. Smith afirma que el Tarzion se ha paralizado, o peor aún, destruido. Le informa a Noriko que se preparase para la ola de choque. El miedo se acumula en el estómago, Noriko grita cuando siente los golpes de ondas de choque. Smith le asegura que todo va a estar bien. Con eso fuera del camino, Noriko se vuelve a la realidad cuando sus alarmas de detección se apagarán. El enemigo está a la ofensiva. Smith ordena que ella que le tape mientras él se mueve para matar. El cambio a la defensiva, Noriko se mueve para cubrir Smith de los dos aviones extranjeros vienen en una velocidad increíble. Noriko gira como otra ola que viene, pero ella se congela. Ella tiene su en sus manos en los controles, pero el miedo se apoderó de ella tan fuertemente que no puede moverse. Llama a Smith, pero no recibe una respuesta. Más tarde se entera de que él ha muerto, y vuelve al lugar donde él lo conoció, Ota va para consolarla, pero es imposible. Al final una forma monstruosa está saliendo de la estrella roja, Leif 64. Se trata de una nave extraterrestre, nada que la humanidad ha encontrado todavía. En toda su belleza, sólo puede significar la perdición para toda la raza humana. | |
| 4 | «Launch! The Incomplete Ultimate Weapon» «Hasshin!! Mikan no Saishu Heiki!» (発進！！未完の最終兵器) Hispanoamérica: «Lanzamiento! El arma definitiva incompleta»                                         |
| 5 | «Please!! Time Enough For Love!» « Onegai!! Ai ni Jikan wo! » ( お願い、愛に時間を！！ ) Hispanoamérica: «Por favor!! Habrá tiempo para el amor!»                                                         |
| 6 | «At the End of Eternity...» « Hateshinaki, Nagare no Hate ni... » ( 果てし無き、流れのはてに... ) Hispanoamérica: «Al fin de la eternidad...»                                                             |